# Proablepharus
Proablepharus – rodzaj jaszczurek z podrodziny Eugongylinae w rodzinie scynkowatych (Scincidae).

## Zasięg występowania
Rodzaj obejmuje gatunki występujące w Australii (Terytorium Północne, Australia Południowa, Australia Zachodnia i Queensland).

## Systematyka

### Etymologia
Proablepharus: gr. προ pro „blisko, przed”; rodzaj Ablepharus Fitzinger, 1823.

### Podział systematyczny
Do rodzaju należą następujące gatunki:
- Proablepharus reginae (Glauert, 1960)
- Proablepharus tenuis (Broom, 1896)

Couper i współpracownicy (2018) przenieśli zaliczane do Proablepharus gatunki P. barrylyoni, P. kinghorni i P. naranjicaudus do odrębnego rodzaju Austroablepharus.